# José Reginaldo Andrietta
José Reginaldo Andrietta (* 7. März 1957 in Pirassununga, São Paulo, Brasilien) ist ein brasilianischer Geistlicher und römisch-katholischer Bischof von Jales.

## Leben
José Reginaldo Andrietta empfing am 18. März 1983 das Sakrament der Priesterweihe für das Bistum Limeira.
Papst Franziskus ernannte ihn am 21. Oktober 2015 zum Bischof von Jales. Die Bischofsweihe spendete ihm sein Amtsvorgänger Luiz Demétrio Valentini am 27. Dezember desselben Jahres. Mitkonsekratoren waren der Bischof von Limeira, Vilson Dias de Oliveira DC, und der Bischof von Almenara, José Carlos Brandão Cabral. Die Amtseinführung im Bistum Jales fand am 31. Januar des folgenden Jahres statt.